# Enkainia

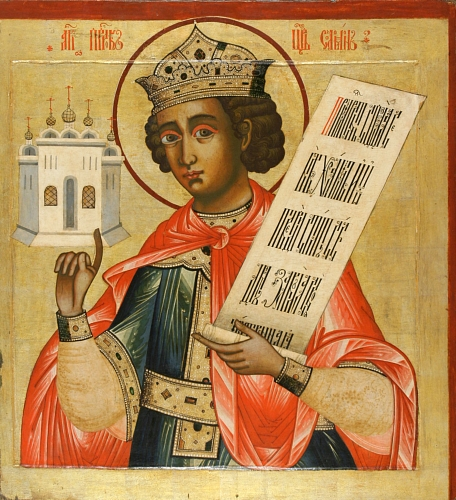
König Salomo mit Tempelmodell. Russisch-orthodoxe Ikone, Kizhi-Kloster, 18. Jahrhundert

Als Enkainia (altgriechisch τά ἐγκαίνια tá enkaínia; latinisiert encaenia oder encenia, in beiden Sprachen neutr. pl.) „Erneuerung“ wurden im antiken Judentum und Christentum Rituale bezeichnet, die Gebäude(komplexe) zu einem heiligen Raum machten. Beim Jerusalemer Tempel gibt es zwei Verbindungen zu jüdischen Festen, die beide eine christliche Wirkungsgeschichte hatten:
- Weihe des Ersten Tempels durch Salomo: Laubhüttenfest im September, vgl. die Weihe der Grabeskirche unter Kaiser Konstantin am 13. September;
- Wiederweihe des Zweiten Tempels unter Judas Makkabäus: Chanukkafest im Dezember, vgl. die Erzählung im Johannesevangelium, Kapitel 10.

Das Bedeutungsspektrum von enkaínia war aber nicht auf Heiligtümer begrenzt. Auch die Neugründung der Stadt Konstantinopel (11. Mai 330) und die Einweihung des Mausoleums Kaiser Konstantins (21. Mai 337) konnten als enkaínia bezeichnet werden.

## Hellenistisches Judentum
In Schriften des hellenistischen Judentums begegnet altgriechisch ἐγκαίνια enkaínia als Bezeichnung für die Weihe des im Pentateuch beschriebenen Zeltheiligtums, so bei Philon von Alexandria, der die symbolisch interpretierten Opfergaben der Fürsten Israels (vgl. Num 7,14 ) als richtige, heilige Begehung des „Weihefestes“ bezeichnete. In der Septuaginta findet sich der Begriff mehrfach im 2. Buch Esdras, beispielsweise 2 Esdr 6,16: „Und die Israeliten … begingen das Einweihungsfest des Hauses Gottes mit frohem Herzen.“ Hier geht es um den Wiederaufbau des Jerusalemer Tempels durch die Rückkehrer aus dem Babylonischen Exil.
Das jüdische Tempelweihfest (Chanukka) erinnert an die Wiederweihe des Jerusalemer Altars durch Judas Makkabäus nach der Entweihung des Heiligtums unter Antiochos IV (1 Makk 4,59 ). „Das Thema von Chanukka ist somit einerseits ein Akt der Blasphemie und andererseits dessen Überwindung durch die erneute Weihe des Tempels für den einen Gott Israels“, so Dorit Felsch, die zum positiven Festinhalt auf 2 Makk 2,18  verweist. Die in der Septuaginta enthaltenen Makkabäerbücher beschreiben diese Ereignisse bzw. empfehlen die jährliche Feier des Tempelweihfest als Erinnerung daran. Der Begriff enkaínia fällt hier nicht, wohl aber die ähnliche Formulierung „Einweihung (altgriechisch ἐγκαινισμὸς enkainismòs) des Altars“ in 1 Makk 4,56  und mehrfach das zugehörige Verb altgriechisch ἐγκαινίζειν enkainízein „einweihen“.

## Johannesevangelium
Dem Johannesevangelium zufolge hielt sich Jesus Christus im Winter in Jerusalem auf, als gerade das Tempelweihfest (hier in Joh 10,22  bezeichnet als enkaínia) stattfand. Dieses jüdische Fest bildet den Hintergrund für seine in Joh 10,22–39  erzählten Auseinandersetzungen mit „den Juden“ im Tempelgelände, genauer: in der Halle Salomos. Damit wird für die Wirkungsgeschichte der Perikope sozusagen eine salomonische Spur gelegt, denn Salomo als Tempelgründer ist im Christentum zentraler als Judas Makkabäus, der Tempelreiniger.
Bei der Abfassung des Johannesevangeliums lag die Zerstörung des Tempels durch römische Soldaten (70 n. Chr.) bereits in der Vergangenheit. Dieser Verlust ist erträglich, so die Botschaft des Evangelisten, weil Jesus als „personifizierter Tempel“ an dessen Stelle getreten sei. Jesus Christus sei nun der Ort der Gottesnähe und Gottesbegegnung.
Wie aus dem Armenischen Lektionar hervorgeht, war Joh 10,22–39  die für das Enkaínia-Fest in der Jerusalemer Liturgie vorgesehene Lesung aus dem Neuen Testament.

## Anastasis (Grabeskirche) in Jerusalem

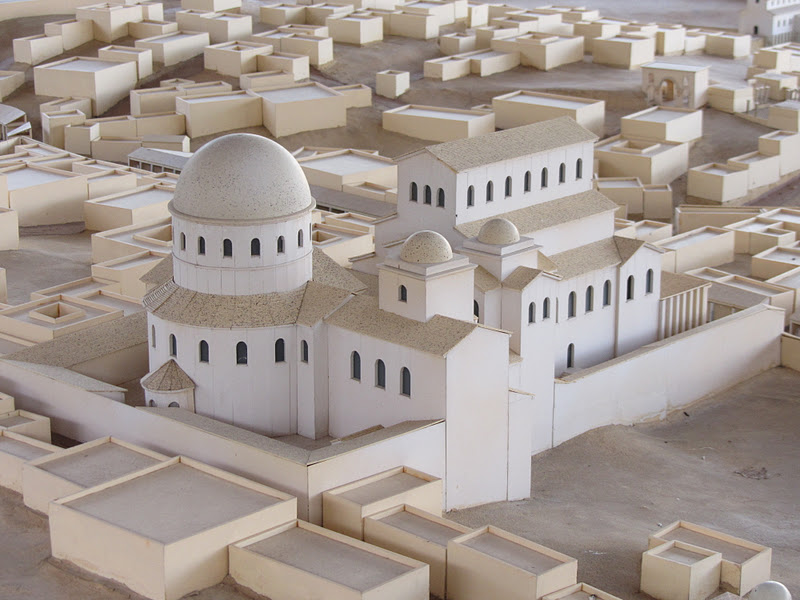
Modell der byzantinischen Grabeskirche, links die teilweise erhaltene Rotunde der Anastasis (St. Peter in Gallicantu)

Die Weihe der Grabeskirche in Jerusalem fand am 13. September des Jahres 335 statt und wurde durch Eusebius von Caesarea beschrieben. Es war zugleich die Feier der dritten Dekade (der tricennalia) von Konstantins Kaisertum. Welche Teile der Grabeskirche zu diesem Zeitpunkt fertiggestellt waren, geht aus der Beschreibung bei Eusebius nicht klar hervor, auch nicht, dass das Fest der Enkaínia jährlich wiederholt werden sollte. Eusebius nutzte die Gelegenheit, um den Kaiser als einen zweiten Salomo zu feiern; er rühmte die Ankunft kirchlicher Würdenträger aus dem ganzen Reich und somit den „ökumenischen“ Charakter des Festes. Festbankette und Almosenverteilungen an die Armen nahmen breiten Raum ein. Über die liturgischen Vollzüge erfährt man nur, dass es eine Eucharistiefeier mit Schriftlesung, Psalmen und Gebeten gab.
Sozomenos erwähnte, dass die Enkaínia in Jerusalem jährlich als achttägiges Fest aufwändig begangen wurde. In der Festwoche fanden Taufen statt, und große Mengen von Pilgern strömten in der Stadt zusammen. Die Angaben des Sozomenos werden durch den Reisebericht der Egeria bestätigt, die Jerusalem im späten 4. Jahrhundert als Pilgerin besuchte. Zu ihrer Zeit waren die Weihe des Martyrion, die Weihe der Anastasis und das Datum der Kreuzauffindung bereits auf diesen Termin zusammengelegt worden. Egeria stellte explizit einen Zusammenhang dieser christlichen Festwoche mit dem Salomonischen Tempel her:

„Man findet außerdem in den Heiligen Schriften, daß es dieser Weihetag war (quod ea dies sit enceniarum),  an dem der heilige Salomo, als das Haus Gottes geweiht worden war, das er erbaut hatte, sich vor den Altar stellte und betete, wie es in den Büchern der Chronik aufgeschrieben ist.“

Joshua Schwartz vermutet sogar, dass das Datum der Weihe der Grabeskirche extra auf einen Termin Mitte September gelegt wurde, damit dieses Ereignis während des jüdischen Laubhüttenfestes stattfand und somit auch ein zeitlicher Bezug zu König Salomos Tempelweihe hergestellt war.
Obwohl Egeria die Enkaínia als eines der Jerusalemer Hauptfeste rühmte, blieb diese Festwoche, im Gegensatz zum Fest der Kreuzauffindung, ein rein lokales Ereignis. Politische Krisen, angefangen mit der persischen Eroberung 614, schädigten die Bedeutung Jerusalems als christliches Pilgerziel und mittelbar auch die Bedeutung des mit der Grabeskirche verbundenen Enkaínia-Festes.
Im griechischen Festkalender (dem Heortológion) war die eintägige Enkaínia von untergeordneter Bedeutung und diente der Vorbereitung auf das Hauptfest Kreuzerhöhung am folgenden 14. September; im römischen Kalender fehlt sie ganz. Man kann dieses Zurücktreten des spezifisch jerusalemischen Festes Enkaínia in Byzanz auch als Folge einer latenten Rivalität zwischen Konstantinopel und Jerusalem sehen, die beide einen Führungsanspruch in der Christenheit erhoben. In den gedruckten Menaia gibt es längere Ausführungen zu Enkaínia, die sich aber völlig von der Weihe eines Tempel- oder Kirchengebäudes gelöst haben. Hier wird die spirituelle „Erneuerung“ der Kirche bzw. des einzelnen Christen als Festinhalt hervorgehoben.
Auch in Jerusalem wurde die Bedeutung des Enkaínia-Fest und seine Zuordnung zum Fest der Kreuzerhöhung zunehmend weniger verstanden. War zu Zeiten Egerias die Enkaínia-Festwoche dominierend und die Kreuzauffindung darin eingeordnet, so kehrte sich das Verhältnis in byzantinischer Zeit um. Der Autor der Severian von Gabala zugeschriebenen Homilie „über die Enkaínia des ehrwürdigen und lebenspendenden Kreuzes“ (Mitte 6. Jahrhundert oder später) identifizierte beide Feste. Aus mittelbyzantinischer Zeit sind Homilien überliefert, teils in georgischer Übersetzung, welche das Fest Enkaínia am 13. September als die Weihe der Anastasis-Rotunde in der Grabeskirche interpretieren.

## Hagia Sophia in Konstantinopel

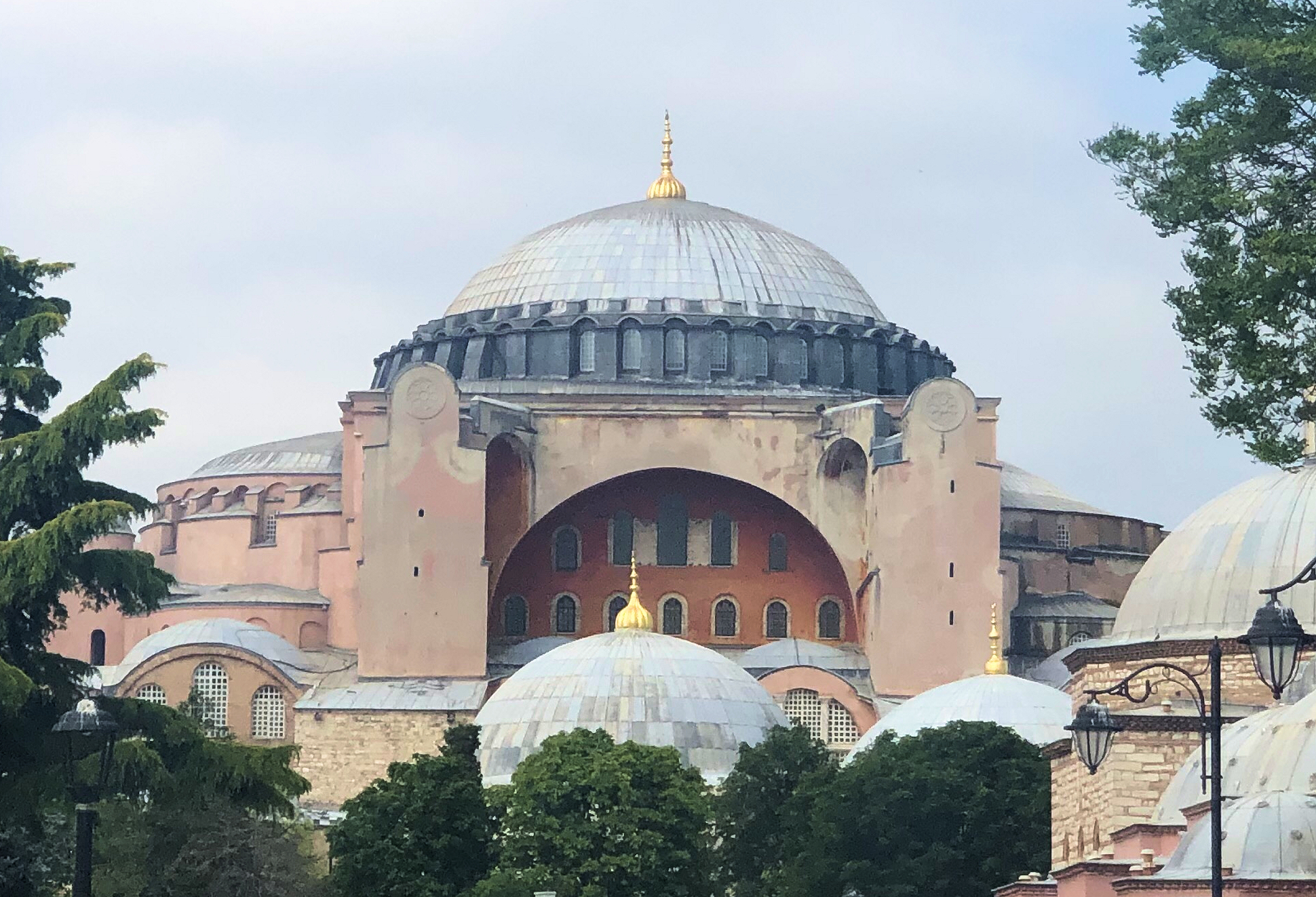
Hagia Sophia

Die Diegesis, eine mittelbyzantinische Legende (8./9. Jahrhundert) über den Bau der Sophienkirche zu Konstantinopel durch Kaiser Justinian, zählt die Tieropfer auf, die der Herrscher bei der Einweihung dieser Kirche (25. Dezember 537) dargebracht haben soll. Diese Legende ist auch bekannt durch den Justinian zugeschriebenen Ausspruch: „Salomo, ich habe dich übertroffen!“ Die Forschung hat vermutet, dass die Beschreibung von der Einweihung des Jerusalemer Tempels durch Salomo der Legende zugrunde liegt – und zwar nicht der biblische Text selbst im 1. Buch der Könige, sondern dessen Nacherzählung durch Josephus in den Jüdischen Altertümern. Tieropfer gelten gemeinhin als inkompatibel mit dem christlichen Kult, der ja beansprucht, blutige Opfer ein für alle Mal durch das „unblutige Opfer“ der Eucharistie ersetzt zu haben. Ekaterina Kovalchuk sieht aber Hinweise darauf, dass es in Spätantike und byzantinischem Mittelalter sehr wohl Tieropfer gab, und zwar als Christianisierung einer sehr verbreiteten paganen Opferpraxis (Christianization of rite). Die christliche Opferpraxis orientierte sich in der Durchführung an den Opfervorschriften im Alten Testament. So zeigt die Legende von Justinians Einweihung der Sophienkirche, dass die Hauptkirche Konstantinopels beanspruchte, der neue Jerusalemer Tempel zu sein. Gerade die Tierschlachtungen unterstreichen demnach die herausragende Bedeutung dieser Kirche. Hagiographische Motive in der Diegesis weisen darauf hin, so Kovalchuk, dass diese Legende für das Fest der Enkaínia verfasst wurde.

## Enkaíniaals byzantinischer Kirchweiheritus
Historische Quellen zum Kirchweihritus
Patriarch Germanos I. von Konstantinopel verfasste im 8. Jahrhundert in seinem Liturgiekommentar eine Beschreibung des byzantinischen Kirchweiheritus, welcher ebenfalls als enkaínia bezeichnet wird. Nach einer Synaxis folgt die Altarweihe, die symbolische Ähnlichkeit mit der Taufe eines Menschen hat: der Altar wird gewaschen, gesalbt und bekleidet. Weitere Elemente sind Exorzismus und Reliquienprozession. Ein Mönch des Psamathia-Klosters in Konstantinopel verfasste nach 932 eine Vita des Patriarchen Euthymios, der weitere Einzelheiten zur Weihe der dortigen Klosterkirche zu entnehmen sind. Zahlreiche Mönche, auch der Nachbarklöster, verbrachten die Nacht im Gebet, um dann im Morgengrauen in einer Lichterprozession mit Kreuz und Evangelium zur neuen Klosterkirche zu ziehen. Nachdem die Weihe vollzogen war, hielt sich der Hegumen die folgenden 40 Tage in diesem Kirchengebäude auf.
Symeon von Thessalonike († 1429), der sich in seinem liturgietheologischen Werk als Schüler des Gregorios Palamas zeigt, verfasste in spätbyzantinischer Zeit einen ausführlichen Kommentar zum Ritus der Enkaínia.
Heutige Form
Im griechisch-orthodoxen Ritus zieht der Bischof, der die Reliquien trägt, mit den Gläubigen in einer Prozession dreimal um die Kirche, die auf diese Weise für den Kult ausgesondert wird. An der Kirchentür folgt Psalm 24 im Wechsel, worauf dem Bischof die Tür geöffnet wird. Während die Kerzen entzündet werden und die Gläubigen die Ikonen verehren, begibt sich der Bischof in den Altarraum.
Die Altarweihe steht im Mittelpunkt des Kirchweiheritus. Sie hat vier Hauptteile:
1. Errichtung des Heiligen Tisches (altgriechisch ἁγία τράπεζα hagía trápeza[25]) im Altarraum. Dieser ist meist aus Holz gearbeitet und hat eine quadratische Tischplatte, die von vier Ecksäulen getragen wird.[26] Auf die vier Ecksäulen wird eine Substanz geträufelt, die „Wachs, zerstoßenen Marmor, Aloe, Weihrauch und einige andere Stoffe“ enthält. Dann wird die Tischplatte aufgelegt und mit Nägeln zusätzlich befestigt.[27] Der Bischof legt die Reliquien in ein Kästchen. Der Tisch hat eine Öffnung, in die das Kästchen eingesenkt und mit duftendem Wachs versiegelt wird.[22]
2. Waschung und Salbung des Heiligen Tisches. Hierfür legt der Bischof ein Gewand aus weißem Leinen (savanon) an. Nach der Waschung mit Weihwasser[28] wird der Altar abgetrocknet, mit Rosenwasser besprenkelt und mit Myron gesalbt: erst in der Mitte, dann an jeder Seite; schließlich wird die ganze Altarplatte mit Myron bestrichen. Ikonen der vier Evangelisten werden an den vier Ecken des Altars befestigt.[22]
3. Bekleidung des Heiligen Tisches. Ein schlichtes weißes Leinentuch, das Katasarkion, wird über den ganzen Altar gebreitet und mit einer langen Schnur umwunden. So lange die Kirche steht, wird das Katasarkion nicht mehr abgenommen. Über das Katasarkion breitet der Bischof, nachdem er seine Hände gewaschen hat, eine prachtvollere Altardecke,[22] oft aus Brokat. Steht das Katasarkion für das Leichentuch Christi, so symbolisiert die Brokatdecke sein königliches Gewand.
4. Ausbreitung des Antimension auf dem Tisch. Auf das Antimension wird das Evangelienbuch gelegt. Artophorion und Kerzenhalter werden ebenfalls auf dem Heiligen Tisch aufgestellt.[22]

Im Anschluss daran werden der Altar, der Rüsttisch, die heiligen Geräte und das Kirchengebäude durch Inzensieren mit Weihrauch, Besprengen mit Weihwasser und Salbung geweiht.

Weihe einer neuen Kirche durch den ukrainisch-orthodoxen Metropoliten Onufrij (2018)
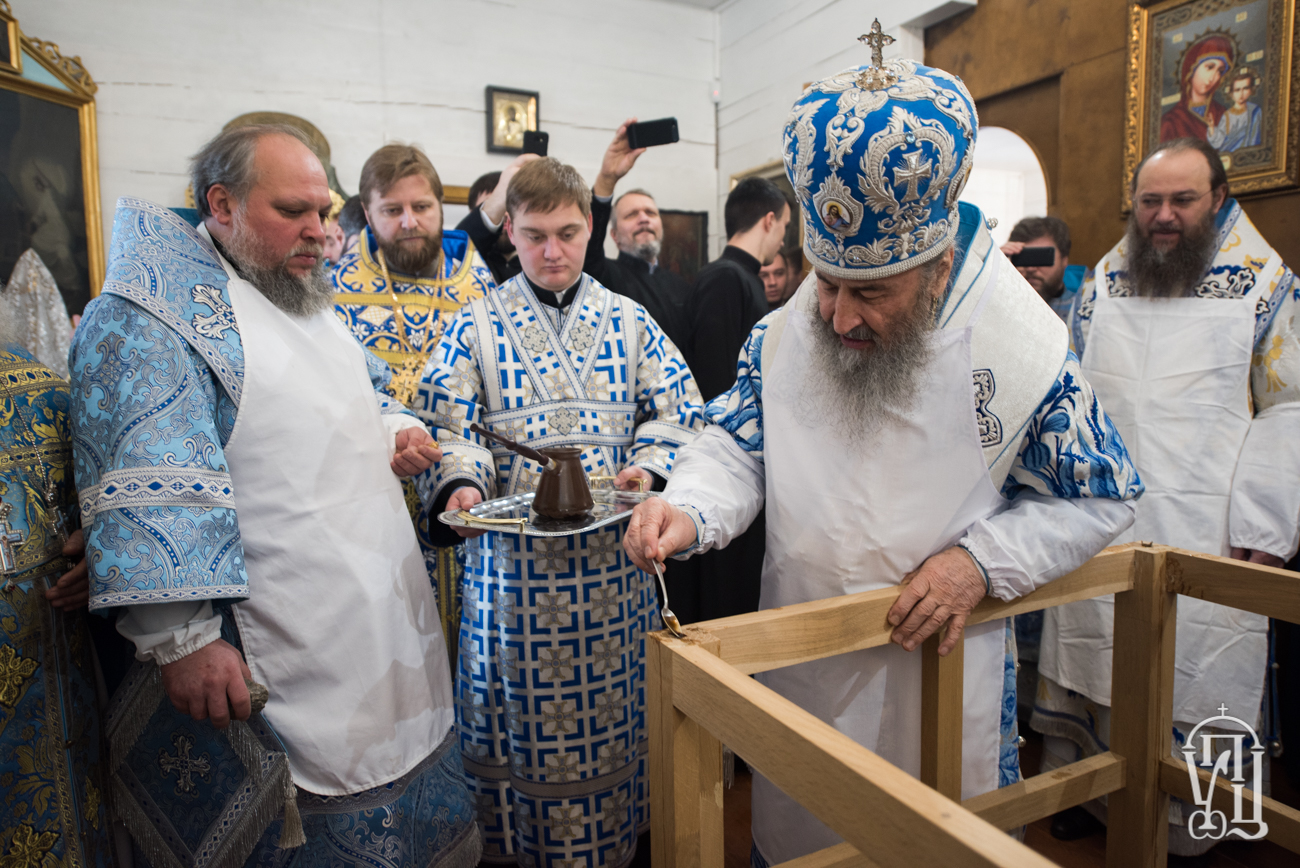
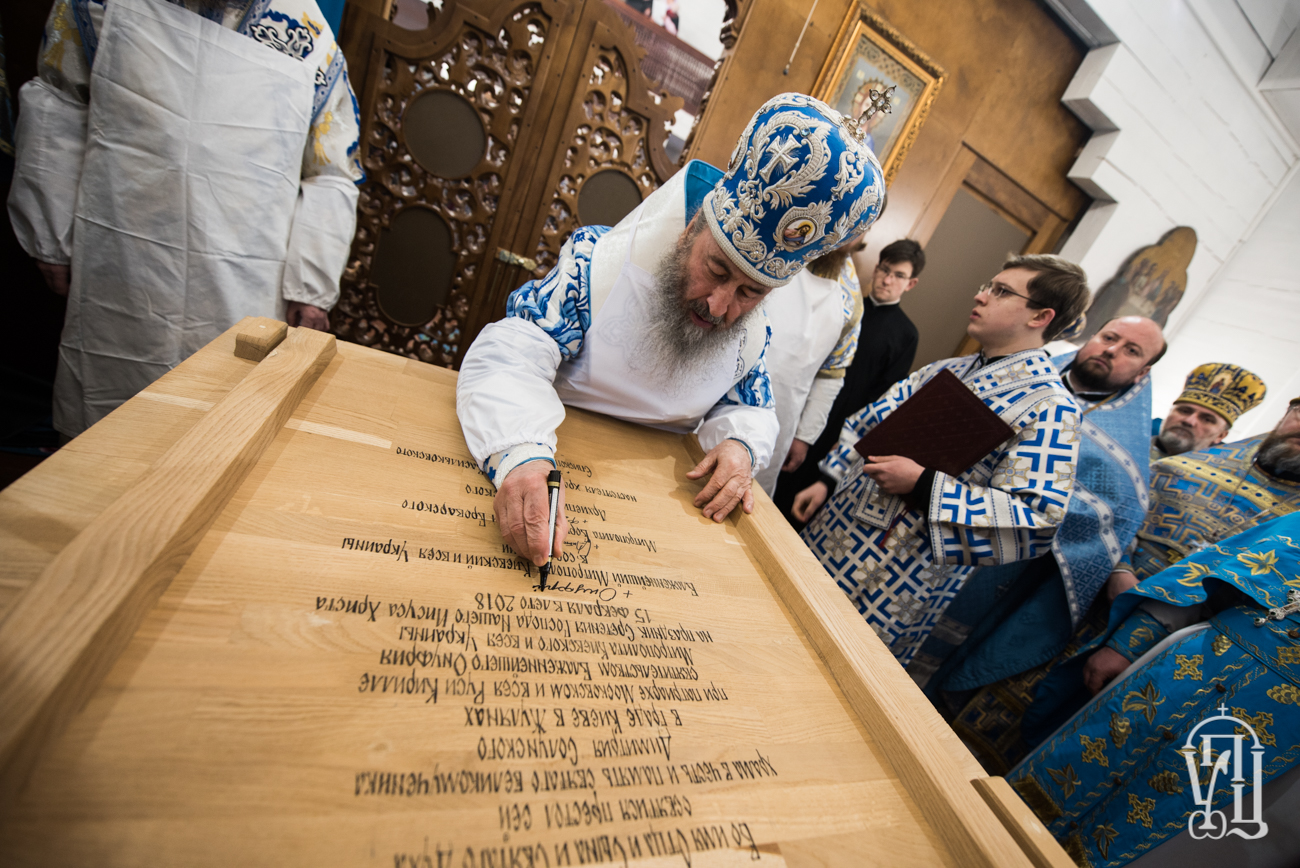
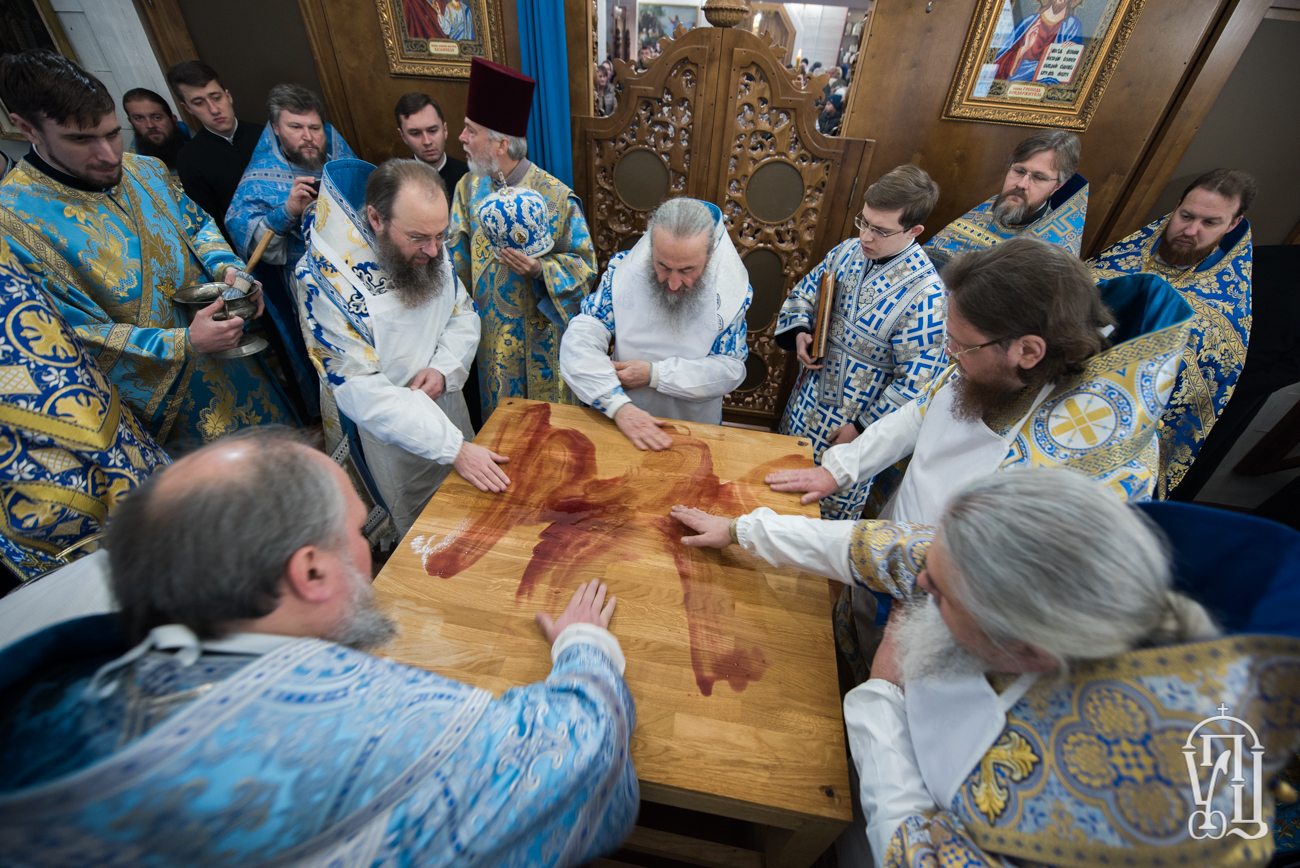
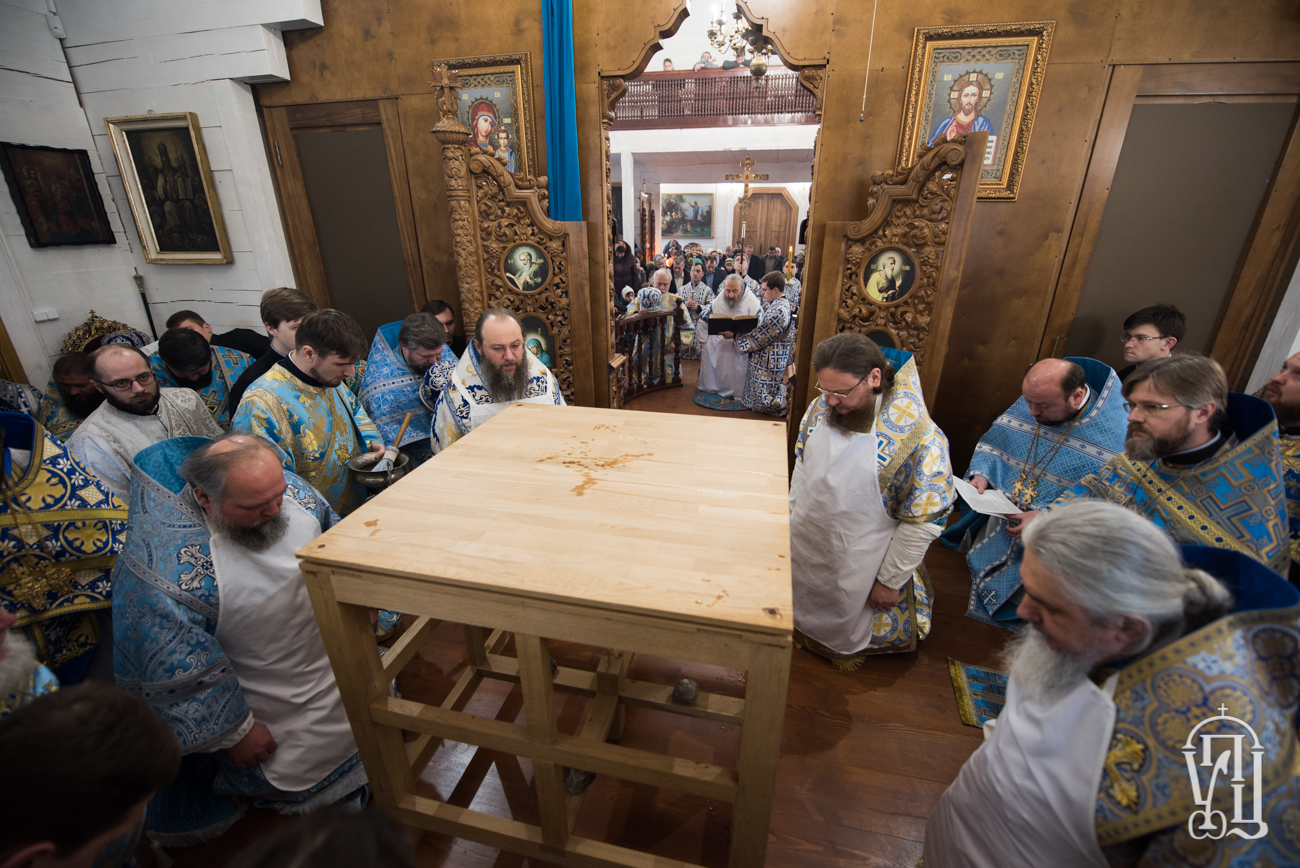
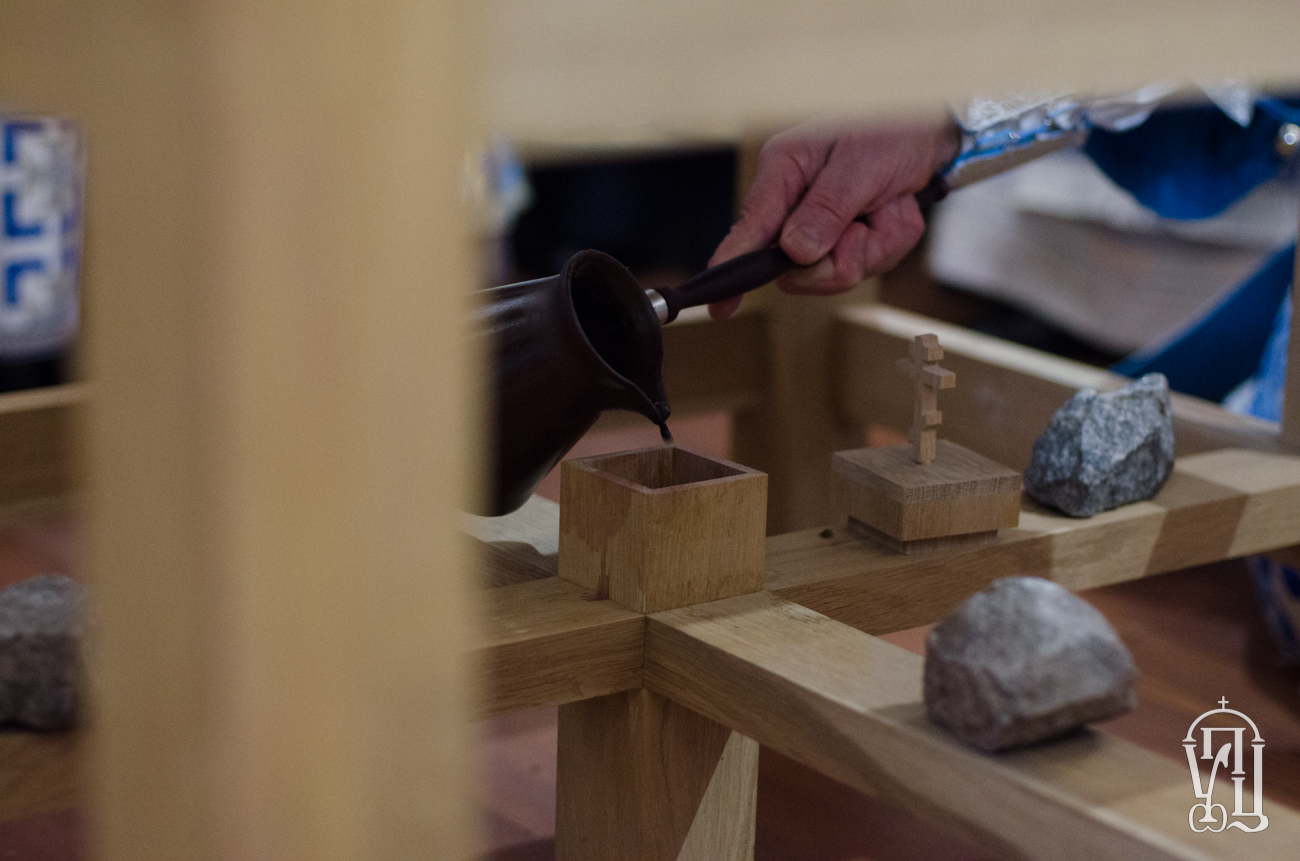

Das 843 eingeführte Fest Triumph der Orthodoxie wird auch als Enkaínia bezeichnet, ebenso wie der jährliche Gedenktag einer orthodoxen Kirchweihe.

## Encaeniaals akademischer Festakt
Wenn das akademische Jahr an der University of Oxford im Juni endet, findet ein Festakt mit Reden, Titel- und Preisverleihungen im Sheldonian Theatre statt, der als Encaenia bezeichnet wird. Diese Tradition ist seit dem 17. Jahrhundert bezeugt. Bis 1670 trug die Vorgängerzeremonie den Namen The Act und fand in der Universitätskirche St. Mary statt. Sie umfasste die Aufführung musikalischer Werke und die Rede eines anonymen Satirikers, der als „Erdensohn“ (Terrae Filius) bezeichnet wurde. Dann erfolgte der Umzug ins Theater. Die heutige Form der Zeremonie bildete sich bis 1760 heraus.
Nach dem Vorbild Oxfords gab und gibt es akademische Festakte mit dem Titel Encaenia an weiteren Universitäten, vor allem im angloamerikanischen Raum.